# Afroditópolis (Médio Egito)
Afroditópolis (em latim: Aphroditopolis), conhecida atualmente como Atfi (em árabe: أطفيح; romaniz.: Aṭfīḥ), é uma cidade do Médio Egito,  situada na província de Gizé. Tem 4,82 quilômetros quadrados e de acordo com o censo de 2018, havia 25 987 habitantes. Dentre os achados oriundos da localidade estão uma estátua em arenito de Marco Antônio. Era centro de culto à deusa Hator, que os gregos e romanos associavam a Afrodite. Em suas cercanias foi estabelecido por Antão do Deserto o primeiro mosteiro do Egito.